# Acuncheira
Acuncheira (en gallego y oficialmente, A Cuncheira) es una aldea española situada en la parroquia de Cures, del municipio de Boiro, en la provincia de La Coruña, Galicia.

## Demografía
| Gráfica de evolución demográfica de Acuncheira entre 2000 y 2018 |
|                                                                  |
| Datos según el nomenclátor publicado por el INE.                 |